# Manuel Moron Romero
Manuel Moron Romero (ur. 21 lutego 1990) – hiszpański wioślarz.

## Osiągnięcia
- Mistrzostwa Świata Juniorów – Linz 2008 – czwórka bez sternika – 1. miejsce[1].
- Mistrzostwa Europy – Brześć 2009 – czwórka podwójna – 11. miejsce[1].